# Kondō (Familienname)
Kondō oder Kondo ist ein japanischer Familienname.

## Namensträger
- Ai Kondō Yoshida (* 1980), japanische Seglerin
- Ami Kondo (* 1995), japanische Judoka
- Kondō Daigorō (1907–1991), japanischer Fußballspieler
- Gakuto Kondō (* 1981), japanischer Fußballspieler
- Kondō Heizaburō (1877–1963), japanischer Pharmakologe
- Hiroki Kondō (* 1982), japanischer Tennisspieler
- Kondō Isami (1834–1868), japanischer Samurai
- Kondō Jirō (Ingenieur) (1917–2015), japanischer Ingenieur
- Jirō Kondō (Ägyptologe) (* 1951), japanischer Ägyptologe
- Jō Kondō (* 1947), japanischer Komponist
- Jun Kondō (1930–2022), japanischer Physiker
- Kondō Jūzō (1771–1829), japanischer Entdecker und Schriftgelehrter
- Kanta Kondō (* 1993), japanischer Fußballspieler
- Katsuhiko Kondo (* 1944), japanischer Botaniker
- Kondō Keitarō (1920–2002), japanischer Schriftsteller
- Kōji Kondō (* 1961), japanischer Komponist
- Kōji Kondō (Fußballspieler) (1972–2003), japanischer Fußballspieler
- Kuraba Kondō (* 2002), japanischer Fußballspieler
- Marie Kondō (* 1984), japanische Beraterin und Autorin
- Masahiko Kondō (* 1964), japanischer Sänger, Schauspieler und Automobilrennfahrer
- Masakazu Kondō (Shōgispieler) (* 1971), japanischer Shōgispieler
- Masakazu Kondō (Bildhauer) (* 1980), japanischer Bildhauer
- Naoya Kondō (* 1983), japanischer Fußballspieler
- Nobuko Kondō (* 1956), japanische Fußballspielerin
- Kondō Nobutake (1886–1953), japanischer Admiral
- Rachel Kondo, US-amerikanische Autorin
- Riena W. Kondo (* 1944), kolumbianische Sprachwissenschaftlerin
- Robert Kondo, Animator und Filmemacher
- Saori Kondō (* 1956), japanische Badmintonspielerin
- Shōichi Kondō (* 1958), japanischer Politiker
- Kondō Tetsuo (1929–2010), japanischer Politiker
- Takashi Kondō (Turner) (1911–1994), japanischer Turner
- Takashi Kondō (Synchronsprecher) (* 1979), japanischer Synchronsprecher
- Takashi Kondō (Mangaka) (* 1979), japanischer Mangaka
- Takashi Kondō (Fußballspieler) (* 1992), japanischer Fußballspieler
- Takatora Kondō (* 1997), japanischer Fußballspieler
- Takayo Kondō (* 1975), japanische Stabhochspringerin
- Tetsushi Kondō (* 1986), japanischer Fußballspieler
- Tomoki Kondō (* 2001), japanischer Fußballspieler
- Toshinori Kondō (1948–2020), japanischer Trompeter
- Yoji Kondo (1933–2017), japanisch-amerikanischer Astrophysiker und Schriftsteller
- Yoshifumi Kondō (1950–1998), japanischer Trickfilmzeichner
- Yoshihito Kondo (* 2002), japanischer Fußballspieler
- Yoshimi Kondō (1913–2006), japanischer Dichter
- Yōsuke Kondō (* 1965), japanischer Politiker
- Yukari Kondō (* 1967), japanische Curlerin
- Yūsuke Kondō (* 1984), japanischer Fußballspieler